# 1104 Syringa
Az 1104 Syringa (ideiglenes jelöléssel 1928 XA) a Naprendszer kisbolygóövében található aszteroida. Karl Wilhelm Reinmuth fedezte fel 1928. december 9-én, Heidelbergben.